# Fácángalamb
A fácángalamb (Otidiphaps nobilis) a madarak osztályának galambalakúak (Columbiformes) rendjébe és a galambfélék (Columbidae) családjába tartozó faj.
Eléggé elkülönült faj a családon belül, egymaga alkotja az Otidiphaps nemet és egyedüli képviselője a fácángalamb-formák (Otidiphabinae) alcsaládnak is.
Tudományos neve szó szerint „túzokszerű galambot” jelent, utalva hogy emlékeztet valamelyest a túzokfélék (Otidae) családjának tagjaira. Köznapi nevén minden nyelvben fácángalambnak hívják, mert felületes ránézésre igen emlékeztet a Délkelet-Ázsiában elterjedt fácánokra.

## Előfordulása
A fácángalamb Új-Guinea szigetén és néhány környékbeli szigeten honos. Új-Guinea politikai megosztottsága miatt Indonézia és Pápua Új-Guinea területén is megtalálható. Nyílt erdők lakója.

## Alfajai
A fácángalambnak négy elkülönült alfaját ismeri a tudomány, melyek elsősorban a nyakszirten levő tollak színezete alapján különíthetőek el egymástól. Ezek a következők:
- Zöldtarkójú fácángalamb (Otidiphaps nobilis nobilis) - Új-Guinea szigetének nyugati részén él, nyaka zöldes.
- Szürketarkójú fácángalamb (Otidiphaps nobilis cervicalis) - Új-Guinea keleti területeinek lakója, nyaka szürkés.
- Fehértarkójú fácángalamb (Otidiphaps nobilis aruensis) - az Új-Guineától nyugatra elterülő Aru-szigeteken honos, nyakszirtje fehér.
- Feketetarkójú fácángalamb (Otidiphaps nobilis insularis) - valószínűleg csak a Fergusson-szigeten élő alfaj, nyaka fekete. Veszélyeztetett. Sokáig kihaltnak hitték, hiszen utolsó észlelését 1882-ben dokumentálták, de 2022 őszén egy expedíciónak, helyi lakosok segítségével a sziget két pontján is sikerült felvételeket készítenie egy-egy példányáról.[1]

|  |  |

## Megjelenése
Testhossza 46 centiméter. A nagyobb galambfélék közé tartozik, külsőleg hasonlít egy fácánra, főleg az oldalirányban összenyomott farok és a lekerekített szárnyak. Vörös szemgyűrűje van. Színezete szürkés, hátán és szárnyain gesztenyebarna. A különböző alfajok nyakszirtjén a tollak eltérő színűek lehetnek. Mint a galambféléknél általában, a hím és tojó megjelenése hasonló.

## Életmódja
A fácángalamb igen emlékeztet az Ázsia déli és délkeleti részén előforduló nagyszámú fácánfajokra. A hasonló külalak az élőhelyekhez való alkalmazkodás eredménye (konvergens evolúció). A fácánfélék családjának egy képviselője sem él Új-Guinea szigetének síkvidéki és hegyi esőerdeiben, ezért az általuk betöltött ökológiai niche-t a galambok foglalták el. A fácángalamb a másutt a fürjek és kisebb fácánok által betöltött élettérben él, így elkerüli a közvetlen versengést a koronásgalamb fajokkal, melyek szintén Új-Guineán élnek és a nagyobb fácánok, fajdok vagy pulykák ökológiai megfelelője.
Nehéz testével rosszul repül, ezért a talajon keresgéli gyümölcsökből, magvakból, bogyókból és ízeltlábúakból álló táplálékát. Táplálékkeresés közben farkát ide-oda mozgatja, ami szintén nagyon emlékeztet a tyúkok hasonló mozgásformáira. Többnyire lassú mozgással keresi táplálékát, de veszély esetén gyorsan tud futni is illetve nagy robajjal száll fel az alacsonyabb fák ágaira.

## Szaporodása
A galambokra jellemző módon a hím hangos turbékolással közelít a tojóhoz, miközben sűrűn mozgatja a farkát. Faágakból összetákolt egyszerű fészkét többnyire alacsony fák ágaira vagy bokrokra építi, de olykor fák gyökerei közé, rejtett helyen a talajra is építheti. A fészkelőanyagot többnyire a hím hordja a fészekhez, míg a tojó építi a fészket. Egyetlen fehér színű tojást rak, amely körülbelül négy hét kotlás után kel ki. A kotlásban és a fióka felnevelésében mindkét szülőmadár részt vesz.

## Fordítás
- Ez a szócikk részben vagy egészben  a   Pheasant Pigeon című angol Wikipédia-szócikk ezen változatának fordításán alapul.  Az eredeti cikk szerkesztőit annak laptörténete sorolja fel. Ez a jelzés csupán a megfogalmazás eredetét és a szerzői jogokat jelzi, nem szolgál a cikkben szereplő információk forrásmegjelöléseként.